# Моколе (язык)
Моколе (Féri, Mokollé, Mokwale, Monkole) — йорубоидный язык, распространённый в восточных и северных деревнях около города Канди коммуны Канди департамента Алибори в Бенине. Это самая северная разновидность йорубоидных языков. В школах и других учебных заведениях учащиеся говорят на французском языке, а вне занятий на моколе. Многие также говорят на языках баатонум, денди, фульфульде или французском. Также используются языки боко, йоруба, хауса.